# Aleiodes lividus
Aleiodes lividus är en stekelart som först beskrevs av Günther Enderlein 1912.  Aleiodes lividus ingår i släktet Aleiodes och familjen bracksteklar. Inga underarter finns listade i Catalogue of Life.